# حال ذي ريدة (السدة)

تعديل مصدري - تعديل

حال ذي ريدة محلة تابعة لقرية الجرجرة، التابعة لعزلة التويتي بمديرية السدة إحدى مديريات محافظة إب في الجمهورية اليمنية.، بلغ تعداد سكانها 24 حسب تعداد اليمن لعام 2004.